# Scaevola phlebopetala
Scaevola phlebopetala är en tvåhjärtbladig växtart som beskrevs av Ferdinand von Mueller. Scaevola phlebopetala ingår i släktet Scaevola och familjen Goodeniaceae. Inga underarter finns listade i Catalogue of Life.